# Bill Haley
Bill Haley, all'anagrafe William John Clifton Haley (Highland Park, 6 luglio 1925 – Harlingen, 9 febbraio 1981), è stato un cantante e attore statunitense, bandleader del gruppo Bill Haley & His Comets e primo interprete di Rock Around the Clock, uno dei brani rock and roll più conosciuti della storia della musica; il brano divenne noto anche come parte della colonna sonora del film Il seme della violenza del 1955; dal 1974 venne usato come sigla della sit-com Happy Days.
Bill Haley è stato il primo grande divo del rock'n'roll "bianco", sviluppato in seguito soprattutto da Elvis Presley e Gene Vincent. Nel 1987 è stato inserito nella "Rock and Roll Hall of Fame".

## Biografia

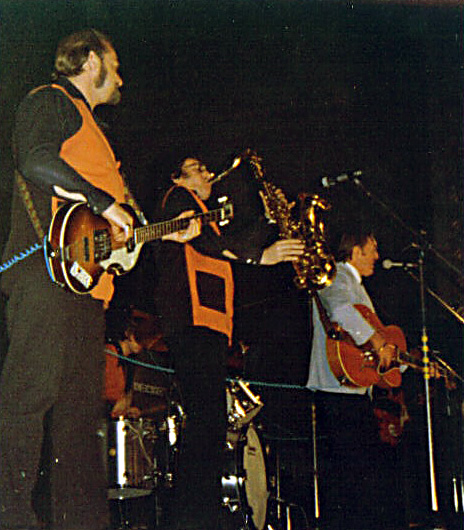
Haley in concerto a Liegi nel 1974

Definito il primo re del Rock and Roll e il padre del Rock and Roll vanta altri brani di successo quali Rock The Joint (1952), Crazy Man Crazy (1953), Dim Dim The Lights (1954) e Shake Rattle And Roll (1954).
È stato anche attore in molti film, quali Round Up Of Rhythm (1954), The Blackboard Jungle (1955), Don't Knock The Rock (1956), Rock Around The Clock (1956), The London Rock And Roll Show (1973), Let The Good Times Roll (1973), Blue Suede Shoes (1980).
Durante gli anni sessanta ha partecipato anche a diversi varietà musicali: American Bandstand, Thank Your Lucky Stars, The Midnight Special, Washington Square e Toast Of The Town.
Morì nel 1981 a causa di un tumore al cervello.

## Discografia

### Solista
Album in studio
- 1977 - Golden Country Origins

### Con i Bill Haley & His Comets
Album in studio
- 1955 - Rock with Bill Haley and The Comets (compilation di singoli)
- 1955 - Shake, Rattle and Roll (compilation di singoli, 10 pollici)
- 1955 - Rock Around the Clock (compilation di singoli)
- 1956 - Rock 'n' Roll Stage Show
- 1957 - Rockin' The "Oldies"!
- 1958 - Rockin' The Joint (compilation di singoli)
- 1958 - Rockin' Around the World
- 1958 - Bill Haley's Chicks
- 1959 - Strictly Instrumental
- 1960 - Bill Haley and his Comets
- 1960 - Haley's Juke Box
- 1961 - Twist
- 1961 - Bikini Twist
- 1962 - Twist Vol. 2
- 1962 - Twist en Mexico
- 1963 - Bill Haley and his Comets
- 1963 - Madison
- 1963 - Carnaval de Ritmos Modernos
- 1963 - Rock Around the Clock King
- 1964 - Surf Surf Surf
- 1966 - Whiskey a Go-Go
- 1966 - Bill Haley a Go-Go
- 1971 - Rock Around the Country
- 1973 - Just Rock & Roll Music (anche come Rock & Roll)
- 1973 - Rockin'
- 1979 - Everyone Can Rock and Roll
- 1979 - R-O-C-K

Compilation
- 1955 - Live It Up! (10 pollici)
- 1957 - Rock The Joint
- 1968 - Bill Haley's Greatest Hits!
- 1968 - Biggest Hits
- 1975 - Golden Favorites
- 1977 - Razzle Dazzle
- 1979 - Rock Around the Clock

Live
- 1962 - Twistin' Knights at The Roundtable (Recorded Live!)
- 1968 - Bill Haley & The Comets in Sweden! (anche come On Stage Vol. 1)
- 1968 - Bill Haley on Stage (anche come Live In Sweden - Vol. 2 "Rock The Joint")
- 1970 - Bill Haley's Scrapbook
- 1971 - Rock Around the Country (anche come Travelin' Band)
- 1974 - Live in London '74
- 1981 - Greatest Hits Live in New York